# José Altafini
José João Altafini (* 24. Juli 1938 in Piracicaba, São Paulo) – in Brasilien eher als Mazzola bekannt – ist ein ehemaliger brasilianischer Fußballspieler mit italienischen Wurzeln; er spielte auf der Position des Mittelstürmers. 
Der italienisch-brasilianische Doppelbürger war einer der erfolgreichsten und treffsichersten Stürmer seiner Generation. Insbesondere in den 1960er Jahren erzielte Altafini 216 Tore in der italienischen Serie A. Damit ist er gemeinsam mit Giuseppe Meazza der vierterfolgreichste Torschütze in der Geschichte von Italiens höchster Spielklasse. Er zeichnete sich vor allem durch seine Schnelligkeit und einen ausgeprägten Torinstinkt aus.

## Vereine
Altafini, Sohn eines italienischen Emigranten, begann seine professionelle Laufbahn 1956 bei Palmeiras São Paulo. In Brasilien war Altafini unter seinem Spitznamen Mazzola bekannt; den erhielt er aufgrund seiner großen Ähnlichkeit mit dem berühmten Valentino Mazzola, der in den 1940er Jahren im legendären Team des Grande Torino gestanden hatte. Bei Palmeiras spielte José Altafini zwei Saisons und schaffte zudem den Sprung in das brasilianische Nationalteam. Zur Saison 1958/59 wechselte er von Palmeiras zum italienischen Serie-A-Verein AC Mailand, wo er in der Folge insgesamt sieben Spielzeiten blieb. Dabei gewann er zweimal die italienische Meisterschaft und in der Saison 1961/62 mit 22 Treffern, zusammen mit Aurelio Milani vom AC Florenz, die Torjägerkrone in der Serie A. Ein besonderer Höhepunkt war der Gewinn des Europapokals der Landesmeister 1962/63. Im Finale gegen Benfica Lissabon erzielte Altafini beide Treffer von Milan und dank seiner insgesamt 14 Tore – ein Rekord, der erst 2014 von Cristiano Ronaldo übertroffen wurde – gewann der Mailänder Klub erstmals in seiner Geschichte den begehrtesten Vereinstitel in Europa.
Am Ende seiner Zeit bei Milan war Altafini nicht mehr so ein erfolgreicher Torschütze wie noch zu Beginn, weshalb er in der Saison 1965/66 zum Ligakonkurrenten SSC Neapel wechselte. Dort kam er wieder häufiger zum Einsatz und erzielte auch wieder mehr Tore. Während seiner sieben Jahre in Neapel konnte Altafini keine weiteren Titel feiern. In der Saison 1972/73 wechselte er dann zum italienischen Rekordmeister Juventus Turin, gewann dort bereits in der ersten Saison die italienische Meisterschaft und erreichte zudem erneut das Finale des Meistercups, wo man gegen Ajax Amsterdam mit 0:1 unterlag. Anschließend bestritt Juventus gegen CA Independiente das Finale des Weltpokals, wo die Mannschaft erneut mit 0:1 unterlag. Auch im Finale um die Coppa Italia verloren die Turiner gegen den AC Mailand mit 3:6 nach Elfmeterschießen. In der Saison 1974/75 gewann Altafini zum zweiten Mal mit Juventus Turin den Scudetto. 1976 wechselte Altafini in die Schweiz zum FC Chiasso, wo er drei Jahre blieb, bevor er in die 3. Liga zum FC Mendrisio-Stabio wechselte, wo er seine Karriere am Ende der Saison 1979/80 noch einmal mit einem Erfolg, dem Aufstieg in die 2. Liga, beendete.

## Der Nationalspieler
1957 debütierte José Altafini beim 2:1-Sieg gegen Portugal in der brasilianischen Nationalmannschaft. Ein Jahr später gehörte er zum brasilianischen Kader bei der Fußball-Weltmeisterschaft 1958, der in Schweden den Titel gewann. Bei diesem Turnier kam er in Vorrunde und Viertelfinale in drei Partien zum Einsatz und erzielte dabei zwei Tore.
Nachdem Altafini zur Saison 1958/59 zum AC Mailand gewechselt war, debütierte er am 15. Oktober 1961 beim 4:2 gegen Israel in der italienischen Nationalmannschaft. Mit der Squadra Azzurra nahm er auch an der Fußball-Weltmeisterschaft 1962 in Chile teil, jedoch schied man hier früh aus, so dass er seinen Weltmeistertitel nicht verteidigen konnte. Insgesamt bestritt Altafini 14 Länderspiele: acht für Brasilien und sechs für Italien.

## Sein Leben nach dem Profifußball
Nach dem Ende seiner erfolgreichen Karriere arbeitete Altafini als Sportkommentator, eine Tätigkeit, die er bis heute ausübt.

## Erfolge
- 1 × Gewinner der Fußball-Weltmeisterschaft mit Brasilien (1958)
- 1 × Europapokal der Landesmeister-Gewinner mit dem AC Mailand (1962/63)
- 2 × italienischer Meister mit dem AC Mailand (1958/59) und (1961/62)
- 2 × italienischer Meister mit Juventus Turin (1972/73) und (1974/75)
- 1 × Torschützenkönig des Europapokals der Landesmeister (1962/63) mit 14 Toren
- 1 × Torschützenkönig der Serie A (1961/62) mit 22 Toren.
- 1 × Torschützenkönig des italienischen Pokals (1960/61) mit 4 Toren